# Крбела Мала
Крбела Мала је мало ненасељено острво у хрватском делу Јадранског мора, у акваторији града Шибеника у групи од 15 острва и острвца око Зларина.
Острвце се налази око 2 км југоисточно од острва Зларина између Крбеле Веле и Ракитана. Површина острвца износи 0,0469 км². Дужина обалске линије је 1,09 км.. Највиши врх на острву је висок 17 метара.